# Cách mạng Dân chủ Mông Cổ 1990
Cách mạng Dân chủ 1990 tại Mông Cổ (tiếng Mông Cổ: Ардчилсан хувьсгал, Ardchilsan Khuvĭsgal, Cách mạng Dân chủ) là một cuộc cách mạng chống chế độ xã hội chủ nghĩa và chủ thuyết cộng sản chủ nghĩa nhằm giúp Mông Cổ thoát khỏi ảnh hưởng của Nga và xây dựng nền chính trị-xã hội mới, kinh tế thị trường và cơ chế pháp quyền với 1 Nhà nước và Chính phủ theo dân tộc chủ nghĩa hữu khuynh phi Marxist và phi Cộng sản; cuộc cách mạng này bắt đầu bằng những cuộc tuần hành và tuyệt thực nhằm lật đổ ban lãnh đạo nước Cộng hòa Nhân dân Mông Cổ. Lực lượng xung kích của cách mạng chủ yếu là những thanh niên thị uy tại quảng trường Sükhbaatar tại thủ đô Ulaanbaatar. Đảng Nhân dân Cách mạng Mông Cổ quyết định nhượng bộ người biểu tình và cuối cùng là soạn thảo hiến pháp mới.
Đây là sự khởi đầu của quá trình chấm dứt thời kỳ xã hội chủ nghĩa kéo dài 70 năm tại Mông Cổ. Mặc dù một hệ thống đa đảng được thiết lập, song Đảng Nhân dân Cách mạng Mông Cổ trên thực tế vẫn nắm quyền cho đến năm 1996. Tuy thế, các cải cách được thi hành và một quá trình chuyển đổi sang kinh tế thị trường được bắt đầu. Cách mạng lấy cảm hứng từ những cải cách tại Liên Xô, và từ các cuộc cách mạng tương tự tại Đông Âu vào cuối năm 1989.

## Bối cảnh
Tại Mông Cổ có những phong trào ủng hộ độc lập vào năm 1911 nhằm chống lại triều đình Đại Thanh. Cuối cùng, Đảng Nhân dân Mông Cổ đoạt lấy quyền lực tại Ngoại Mông vào năm 1921 với trợ giúp từ nước Nga Xô viết, sau khi đẩy lui các lực lượng Bạch vệ Nga và Trung Hoa. Năm 1924, đảng này đổi tên thành Đảng Nhân dân Cách mạng Mông Cổ.
Trong những thập niên sau đó, Mông Cổ luôn liên kết rất chặt chẽ với Liên Xô. Sau khi Yumjaagiin Tsedenbal bị hạ bệ vào năm 1984, và lấy cảm hứng từ các cải cách của Mikhail Gorbachev tại Liên Xô, tập thể lãnh đạo mới dưới quyền Jambyn Batmönkh thi hành các cải cách kinh tế, song chưa đủ đối với những người muốn cải cách hơn nữa vào cuối năm 1989.

## Dòng sự kiện
Thanh niên Mông Cổ mong muốn có sự thay đổi trong xã hội, cùng cách chính phủ điều hành công việc. Họ bắt đầu tụ họp và thảo luận một cách bí mật. Ví dụ, trong thời gian học tập tại Liên Xô, Tsakhiagiin Elbegdorj được học về Glasnost, các khái niệm như tự do phát biểu và tự do kinh tế. Sau khi trở về Mông Cổ, ông tụ họp với những người đồng chí hướng khác và cố gắng trình bày những ý tưởng này cho nhiều người hơn, bất chấp những nỗ lực đàn áp từ Bộ chính trị. Ngày 28 tháng 11 năm 1989, vào cuối một bài diễn thuyết tại Hội nghị Nghệ sĩ trẻ toàn quốc lần thứ 2, Elbegdorj nói rằng Mông Cổ cần dân chủ và thỉnh cầu thanh niên cộng tác để thiết lập chế độ dân chủ tại Mông Cổ.
Chủ tịch đại hội ngắt bài diễn thuyết của Elbegdorj và cảnh cáo ông không được nói những điều như vậy. Đó là vào năm 1989 và Mông Cổ đã là một quốc gia cộng sản trong 68 năm. Đương thời, mọi cá nhân đều được cho là trinh sát phi chính thức của đảng cộng sản, họ sẽ báo cáo những ai bày tỏ các quan điểm khác với chủ nghĩa xã hội và chủ nghĩa cộng sản. Kết thúc đại hội, hai thanh niên là Dari. Sukhbaatar và Chimediin Enkhee gặp Elbegdorj và ba người đồng ý thành lập một phong trào dân chủ và để nhằm bí mật truyền bá tin tức đến các thanh niên khác. Sau đó, ba người tụ họp và thống nhất với 10 cá nhân khác và họ được gọi là Mười ba lãnh đạo của Cách mạng Dân chủ Mông Cổ. Elbegdorj và bạn bè bí mật tụ họp với các thanh niên khác trong giảng đường Đại học Quốc gia Mông Cổ và thảo luận về dân chủ, chính sách kinh tế thị trường tự do, và các chủ đề bị cấm khác vào đương thời, và bắt đầu soạn thảo một kế hoạch nhằm tổ chức một phong trào dân chủ. Họ tụ họp nhiều lần và đưa đến những người bạn mới và những người ủng hộ mới cùng bí mật gia nhập. Một đêm, họ đặt biển quảng cáo về cuộc tuần hành mở của mình trên đường phố.
Vào sáng ngày 10 tháng 12 năm 1989, cuộc tuần hành công cộng mở ủng hộ dân chủ diễn ra trước Trung tâm Văn hóa thanh niên tại Ulaanbaatar. Tại đây, Elbegdorj tuyên bố thiết lập Liên hiệp Dân chủ Mông Cổ. Những người biểu tình kêu gọi Mông Cổ chấp thuận perestroika và glasnost. Những lãnh đạo bất đồng chính kiến yêu cầu bầu cử tự do và cải cách kinh tế, song trong khuôn khổ một "chủ nghĩa xã hội dân chủ nhân đạo". Những người biểu tình đưa thêm một yếu tố dân tộc chủ nghĩa vào cuộc biểu tình bằng cách sử dụng chữ Mông Cổ truyền thống thay vì chữ cái Kirin chính thức. Vào cuối tháng 12, các cuộc tuần hành gia tăng khi có tin tức về bài phỏng vấn của Garry Kasparov dành cho Playboy, trong đó đề xuất rằng Liên Xô có thể cải thiện tình trạng kinh tế bằng cách bán Mông Cổ cho Trung Quốc. Ngày 2 tháng 1 năm 1990, Liên hiệp Dân chủ Mông Cổ bắt đầu phân phát các tờ truyền đơn kêu gọi về một cách mạng dân chủ.
Ngày 14 tháng 1 năm 1990, những người biểu tình, nay đã tăng trưởng từ 300 lên khoảng 1.000, tụ họp tại quảng trường trước Bảo tàng Lenin tại Ulaanbaatar. Tiếp theo, một cuộc tuần hành trên quảng trường Sükhbaatar diễn ra vào ngày 21 tháng 1 (trong nhiệt độ -30 C). Những người biểu tình mang theo những biểu ngữ ám chỉ đến Thành Cát Tư Hãn, phục hồi một nhân vật mà hệ thống giáo dục Xô viết không chú ý tán tụng. Họ ca tụng Daramyn Tömör-Ochir, một chính trị gia bị thanh trừng vào năm 1962 trong các nỗ lực nhằm đàn áp việc kỷ niệm 800 năm sinh nhật Thành Cát Tư Hãn. Những người chống đối mang theo một quốc kỳ Mông Cổ cải biến khi thiếu một sao tượng trưng cho chủ nghĩa xã hội; nó được sử dụng làm quốc kỳ mới sau cách mạng.
Trong các tháng sau đó, những nhà hoạt động tiếp tục tổ chức tuần hành, tập hợp, kháng nghị và tuyệt thực, cũng như giáo viên bãi khóa và công nhân đình công. Các nhà hoạt động nhận được thêm sự ủng hộ của dân chúng Mông Cổ, cả tại thủ đô và vùng thôn quê và các hoạt động của liên hiệp kéo theo những kêu gọi khác về dân chủ trên toàn quốc. Xảy ra các cuộc tuần hành cuối tuần vào tháng 1 và các đảng đối lập đầu tiên của Mông Cổ được hình thành. Các cuộc tuần hành khuếch trương đến hàng nghìn người tại thủ đô, tại Erdenet và Darkhan, và đến các tỉnh lỵ, nổi bật là tại thành phố Mörön tại tỉnh Khövsgöl.
Sau nhiều cuộc tuần hành của hàng nghìn người tại thủ đô cũng như các tỉnh lỵ, vào ngày 4 tháng 3 năm 1990, Liên hiệp Dân chủ Mông Cổ cùng ba tổ chức cải cách khác tổ chức chung một cuộc tụ họp đại chúng ngoài trời, mời chính phủ đến tham dự. Chính phủ không cử đại diện đến tham dự và cuộc tụ họp phát triển thành một cuộc tuần hành với trên 100.000 người yêu cầu thay đổi dân chủ. Ngày 7 tháng 3 năm 1990, trên quảng trường Sükhbaatar, Liên hiệp Dân chủ Mông Cổ phát động một cuộc tuyệt thực của mười người nhằm thúc giục những người cộng sản từ chức. Số người tuyệt thực tăng lên và có hàng nghìn người ủng hộ họ. Bộ Chính trị Đảng Nhân dân Cách mạng Mông Cổ cuối cùng nhượng bộ trước áp lực và tham gia các cuộc đàm phán với các lãnh đạo của Liên hiệp Dân chủ Mông Cổ.
Chủ tịch Bộ chính trị Jambyn Batmönkh quyết định giải thể Bộ chính trị và từ chức vào ngày 9 tháng 3 năm 1990. Tuy nhiên, trong hậu trường, Đảng Nhân dân Cách mạng Mông Cổ nghiêm túc cân nhắc việc đàn áp những người biểu tình, soạn thảo một nghị định còn thiếu chữ ký của lãnh đạo đảng là Jambyn Batmönkh. Batmönkh phản đối điều này, duy trì một chính sách nghiêm ngặt là không bao giờ sử dụng vũ lực.
Elbegdorj tuyên bố tin tức Bộ chính trị từ chức đến những người tuyệt thực và đến quần chúng tụ tập trên quảng trường Sükhbaatar vào ngày hôm đó sau các cuộc đàm phán giữa các lãnh đạo của Đảng Nhân dân Cách mạng và Liên hiệp Dân chủ. Những người tuyệt thực ngưng hành động. Việc Bộ Chính trị từ chức mở đường cho cuộc bầu cử đa đảng đầu tiên tại Mông Cổ. Chính phủ mới tuyên bố cuộc bầu cử quốc hội tự do đầu tiên tại Mông Cổ được tổ chức vào tháng 7.
Nữ giới đóng vai trò nhỏ trong cuộc biểu tình, như cung cấp thực phẩm và thức uống cho những người tuần hành; phản ánh vai trò lệ thuộc theo truyền thống của nữ giới tại Mông Cổ.

## Hệ quả
Cách mạng Dân chủ năm 1990 là một cuộc cách mạng không đổ máu. Sau Cách mạng Dân chủ năm 1990 tại Mông Cổ, cuộc bầu cử quốc hội đa đảng được tổ chức vào ngày 29 tháng 7 năm 1990. Trong cuộc bầu cử này, Đảng Nhân dân Cách mạng Mông Cổ thắng 357/430 ghế tại Đại Hural (thượng nghị viện) và 31 trong số 53 ghế tại Tiểu Hural (hạ nghị viện). Đảng Nhân dân Cách mạng Mông Cổ có được một vị thế vững chắc tại khu vực nông thôn.
Tuy nhiên, chính phủ mới của Đảng Nhân dân Cách mạng Mông Cổ dưới quyền D. Byambasüren chia sẻ quyền lực với những người dân chủ, và thi hành các cải cách hiến pháp và kinh tế. Những cải cách này xảy ra đồng thời với Liên Xô tan rã, là nước cho đến năm 1990 cung cấp viện trợ kinh tế đáng kể cho ngân sách quốc gia của Mông Cổ, quốc gia phải trải qua các vấn đế kinh tế khắc nghiệt.
Đại Hural họp lần đầu vào ngày 3 tháng 9 và bầu một tổng thống và một thủ tướng thuộc Đảng Nhân dân Cách mạng, một phó tổng thống thuộc Đảng Dân chủ Xã hội, và bầu ra 50 thành viên của Baga Hural (hạ nghị viện). Phó Tổng thống cũng là chủ tịch của Baga Hural. Vào tháng 11 năm 1991, Đại Hural bắt đầu thảo luận về một hiến pháp mới, có hiệu lực vào ngày 12 tháng 2 năm 1992. Hiến pháp xác định Mông Cổ là một quốc gia độc lập và có chủ quyền, và đảm bảo một số quyền và tự do, tái tổ chức nhánh hành pháp của chính phủ, thiết lập một cơ quan lập pháp đơn viện là Đại Hural Quốc gia (SGH). Cuộc bầu cử đầu tiên mà những người dân chủ giành thắng lợi là bầu cử tổng thống năm 1992, khi ứng cử viên đối lập Punsalmaagiin Ochirbat đắc cử.
Khối Liên minh Dân chủ dưới quyền đồng lãnh đạo của chủ tịch Đảng Dân chủ Mông Cổ Tsakhiagiin Elbegdorj lần đầu tiên đạt được đa số trong cuộc bầu cử Quốc hội vào năm 1996. Đảng Dân chủ Mông Cổ bắt nguồn từ Khối Liên minh Dân chủ là một phần của chính phủ liên minh ba thành phần với Đảng Nhân dân Cách mạng cầm quyền trong nhiệm kỳ 2004-2008 vào 2008-2012; và sau đó cùng với Đảng Ý chí Công dân-Xanh và Đảng Nhân dân Cách mạng (mới) từ năm 2012 trở đi.
Trong cuộc bầu cử tổng thống Mông Cổ năm 2009, ứng cử viên Đảng Dân chủ Mông Cổ, một trong những lãnh tụ cách mạng dân chủ Tsakhiagiin Elbegdorj đánh bại tổng thống đang nắm quyền Nambaryn Enkhbayar. Tiếp theo chiến thắng này, trong cuộc bầu cử quốc hội Mông cổ năm 2012, Đảng Dân chủ Mông Cổ lại tiếp tục thắng. Trong các cuộc bầu cử địa phương ở thủ đô và các vùng năm 2012, Đảng Dân chủ Mông Cổ thắng lần đầu tiên trong lịch sử quốc gia này. Trong cuộc bầu cử tổng thống Mông Cổ 2013, ứng cử viên Đảng Dân chủ Mông Cổ là tổng thống lâm thời Tsakhiagiin Elbegdorj lại thắng cử. Như vậy Đảng Dân chủ Mông Cổ hiện nay dựa vào Khối Liên minh của những người hoạt động dân chủ đã nắm quyền tổng thống, có đa số ở quốc hội, và lãnh đạo chính quyền kể từ năm 2012.